# حواء تاكو
حواء تاكو أو حواء عثمان تاكو (بالإنجليزية: Hawo Tako)‏ هي شخصية صومالية قومية بارزة في أوائل القرن العشرين.

## السيرة الذاتية
شاركت حواء في شغب عام 1948 في مقديشو بعد زيارة من لجنة القوة أربعة، حيث قتلت.